# Rejas humanas
Rejas humanas (Blind Alley) es una película de 1939 dirigida por Charles Vidor. 

## Argumento
Chester Morris interpreta a un preso fugado de la cárcel que se esconde con su banda en la casa de un psicólogo famoso, interpretado por Ralph Bellamy. Aun estando prisionero, el doctor comienza a hurgar en la mente de su captor. La película es una adaptación de la obra de James Warwick de igual título. Existe otra adaptación al cine, The Dark Past, con William Holden en el papel de Morris y Lee J. Cobb en el de Bellamy.

## Reparto
- Chester Morris como Hal Wilson.
- Ralph Bellamy como el Dr. Shelby
- Ann Dvorak como Mary.
- Joan Perry como Linda Curtis.
- Melville Cooper como George Curtis.
- Rpse Stradner como Doris Shelby.
- John Eldredge como Dick Holbrook.
- Ann Doran como Agnes.
- Marc Lawrence como Buck.
- Stanley Brown como Fred Landis.
- Scotty Beckett como Davy Shelby.
- Milburn Stone como Nick.
- Marie Blake como Harriet.